# Instytut Doskonalenia Kadr Kierowniczych Administracji Państwowej
Instytut Doskonalenia Kadr Kierowniczych Administracji Państwowej – jednostka administracyjna Rady Ministrów, istniejąca w latach 1973–1990, mająca na celu przygotowanie kadr do pełnienia funkcji kierowniczych i zarządczych przez dyrektorów i wicedyrektorów departamentów ministerstw i urzędów centralnych, przewodniczących oraz kierowników wydziałów prezydiów rad narodowych szczebla wojewódzkiego i powiatowego.

## Powołanie Instytutu
Na podstawie uchwały Rady Ministrów z 1973 r. w sprawie utworzenia Instytutu Doskonalenia Kadr Kierowniczych Administracji Państwowej ustanowiono Instytut. Instytut powstał w miejsce zniesionych: Centralnego Ośrodka Doskonalenia Kadr  Kierowniczych, Zakładu Administracji Państwowej i Ośrodka Szkoleniowego Urzędu Rady Ministrów.
Nadzór nad Instytutem sprawował Minister-Szef Urzędu Rady Ministrów.

## Zakres działania Instytutu
Do zakresu działania Instytutu należało:
- doskonalenie w zakresie organizacji zarządzania oraz metod i technik pracy kierowniczej,
- prowadzenia prac studyjnych w zakresie organizacji i kierowania na potrzeby Urzędu Rady Ministrów,
- zgłaszania wniosków w zakresie koordynacji działalności ośrodków doskonalenia kadr kierowniczych w resortach i prezydiach wojewódzkich rad narodowych oraz udzielania im pomocy w opracowaniu programów, metod i materiałów szkoleniowych.

## Wykonywanie zadań przez Instytut
Instytut wykonywał swoje zadanie przez;
- organizowanie i prowadzenie kursów i seminariów,
- opracowywanie metod dydaktycznych,
- opracowywanie  materiałów nauczania i pomocy dydaktycznych,
- współpracę z zagranicznymi ośrodkami zajmującymi się problematyką badawczą i szkoleniową w zakresie organizacji zarządzania i funkcjonowania administracji państwowej i gospodarczej,
- działalność wydawnicza,
- prowadzenie prac studyjnych i organizowanie niezbędnych badań we współpracy ze szkołami wyższymi i PAN.

## Kierowanie Instytutem
Instytutem zarządzał dyrektor powoływany i odwoływany przez Szefa Urzędu Rady Ministrów. Zastępców dyrektora Instytutu powoływał i odwoływał  na wniosek dyrektora Instytutu Minister-Szef Urzędu Rady Ministrów. 
Przy Instytucie działała Rada Naukowa jako opiniodawczy i doradczy organ Instytutu.  

## Zmiana nazwy Instytutu  z 1976 r.
Na podstawie zarządzenia Prezesa Rady Ministrów z 1976 r. w sprawie zmiany zakresu działania i nazwy Instytutu Doskonalenia Kadr Kierowniczych Administracji Państwowej zmieniono nazwę Instytutu na Instytut Organizacji Zarządzania i Doskonalenia Kadr.

## Zniesienie Instytutu
Na podstawie uchwały Rady Ministrów z 1990 r. w sprawie likwidacji Instytutu Administracji i Zarządzania zlikwidowano Instytut.